# Arquitetura industrial

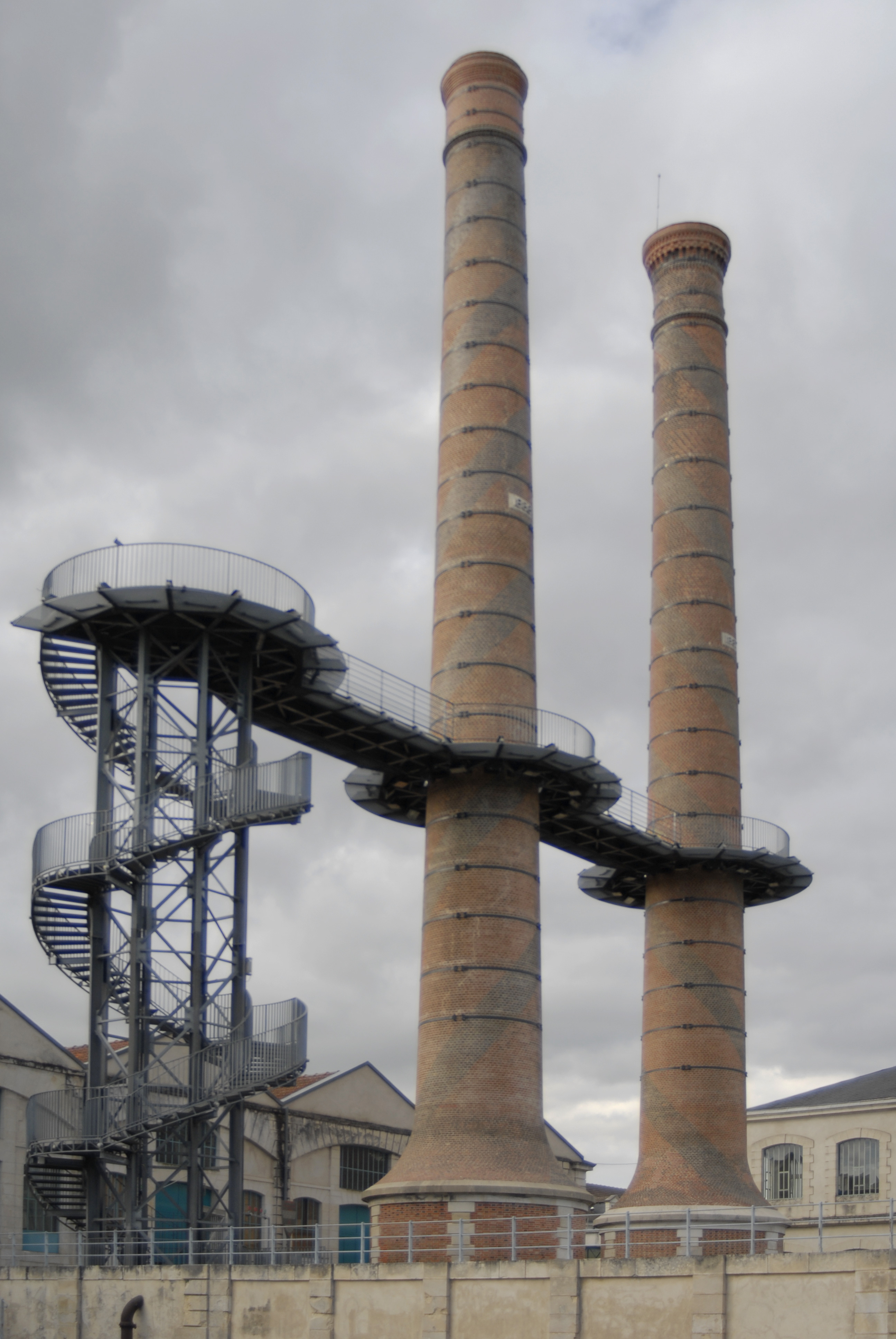
Duas chaminés da antiga fonte de alimentação da fábrica, agora com passagem para visitantes.

Arquitetura industrial refere-se à produção arquitetônica resultante do processo de industrialização, seja ela relacionada ou não com um edifício destinado à atividade produtiva. Inclui, nesse sentido amplo, edifícios pré-fabricados, ou destinados ao funcionamento de meios de transporte, etc. Também é chamada, com maior precisão, de "arquitetura do processo de industrialização". As pesquisas acerca desta temática têm sido chamadas de "arqueologia industrial", ou ainda, de estudos sobre "patrimônio industrial".